# Chikkabegur, Chamarajanagar
Chikkabegur là một làng thuộc tehsil Chamarajanagar, huyện Chamarajanagar, bang Karnataka, Ấn Độ.